# El Cap de Comials
El Cap de Comials és una muntanya de 2.441 metres que es troba al municipi d'Alt Àneu, a la comarca del Pallars Sobirà.